# Ndahiro II
Ndahiro II Cyamatare est un roi (mwami) du Rwanda qui régna à la fin du XVe siècle et au début du XVIe siècle après Yuhi II. Il serait mort vers 1510.
Ruganzu II lui succéda.